# Verwaltungsgemeinschaft Wörlitzer Winkel
In der Verwaltungsgemeinschaft Wörlitzer Winkel des Landkreises Wittenberg waren zehn Gemeinden – darunter die Städte Oranienbaum und Wörlitz – zur Erledigung ihrer Verwaltungsgeschäfte zusammengeschlossen. Am 1. Januar 2011 wurde die Verwaltungsgemeinschaft aufgelöst und aus den Mitgliedsgemeinden die neue Stadt Oranienbaum-Wörlitz per Gesetz gegründet.
Die Verwaltungsgemeinschaft bestand seit dem 1. November 1994, ursprünglich aus den fünf Mitgliedsgemeinden Gohrau, Rehsen, Riesigk, Vockerode und Stadt Wörlitz (Sitz der VG). Nach Auflösung der Verwaltungsgemeinschaft Oranienbaum am 1. Januar 2005 wurden die fünf Gemeinden dieser VG in die VG Wörlitzer Winkel eingegliedert (Brandhorst, Griesen, Horstdorf, Kakau und Stadt Oranienbaum). Neuer Sitz der VG Wörlitzer Winkel wurde Oranienbaum.
Am 1. Juli 2007 wurde die Verwaltungsgemeinschaft Wörlitzer Winkel aufgrund der Kreisgebietsreform vom ehemaligen Landkreis Anhalt-Zerbst in den Landkreis Wittenberg eingegliedert.
Das ehemalige Gebiet der Verwaltungsgemeinschaft südlich des Ufers der mittleren Elbe ist ein Teil der unter Fürst Leopold III. Friedrich Franz von Anhalt-Dessau geschaffenen Dessau-Wörlitzer Kultur- und Gartenlandschaft. Der Touristenmagnet und nicht unbedeutender Wirtschaftsfaktor in diesem Gebiet im Biosphärenreservat Mittelelbe ist der Wörlitzer Park. Das Gebiet der Verwaltungsgemeinschaft Wörlitzer Winkel in den Elbauen ist flach (59 bis 63 m ü. NN), südlich von Oranienbaum steigt das Gelände auf zirka 100 m ü. NN an.
Durch das Gebiet der Verwaltungsgemeinschaft führten die Bundesautobahn 9 (Berlin–München) mit der Anschlussstelle Vockerode und der Elbüberquerung sowie die Bundesstraße 107 (Bundesautobahn 9 mit der Anschlussstelle Dessau-Ost–Oranienbaum–Gräfenhainichen). Zwischen Wörlitz und Coswig (Anhalt) verkehrt eine Gierseilfähre über die Elbe. Die nächsten Bahnhöfe befinden sich in Dessau-Roßlau, Gräfenhainichen, Radis, Bergwitz bzw. in Coswig. Die Bahnhöfe Wörlitz und Oranienbaum der Dessau-Wörlitzer Eisenbahn werden nur in der Sommersaison bedient.

## Die Gemeinden mit ihren Ortsteilen
- Brandhorst
- Gohrau

VWG Wörlitzer Winkel Gemeinden/Nachbargemeinden

- Griesen mit OT Drehberg und Münsterberg
- Horstdorf
- Kakau
- Stadt Oranienbaum mit OT Goltewitz und Kapen
- Rehsen
- Riesigk mit OT Rotehof und Schönitz
- Vockerode
- Stadt Wörlitz

Die Gemeinden Selbitz und Schleesen (Verwaltungsgemeinschaft Kemberg), die Städte Wittenberg (Ortsteil Seegrehna) und Gräfenhainichen (Ortsteil Jüdenberg), Griebo (Verwaltungsgemeinschaft Coswig (Anhalt)) und die Stadt Coswig (Anhalt) sowie die Stadt Dessau-Roßlau (Ortsteile Sollnitz, Kleutsch, Mildensee und Waldersee) grenzten an die Verwaltungsgemeinschaft Wörlitzer Winkel.